# Ferraria crispa
Ferraria crispa är en irisväxtart som beskrevs av Johannes Burman. Ferraria crispa ingår i släktet Ferraria och familjen irisväxter.

## Underarter
Arten delas in i följande underarter:
- F. c. crispa
- F. c. nortieri

## Bildgalleri

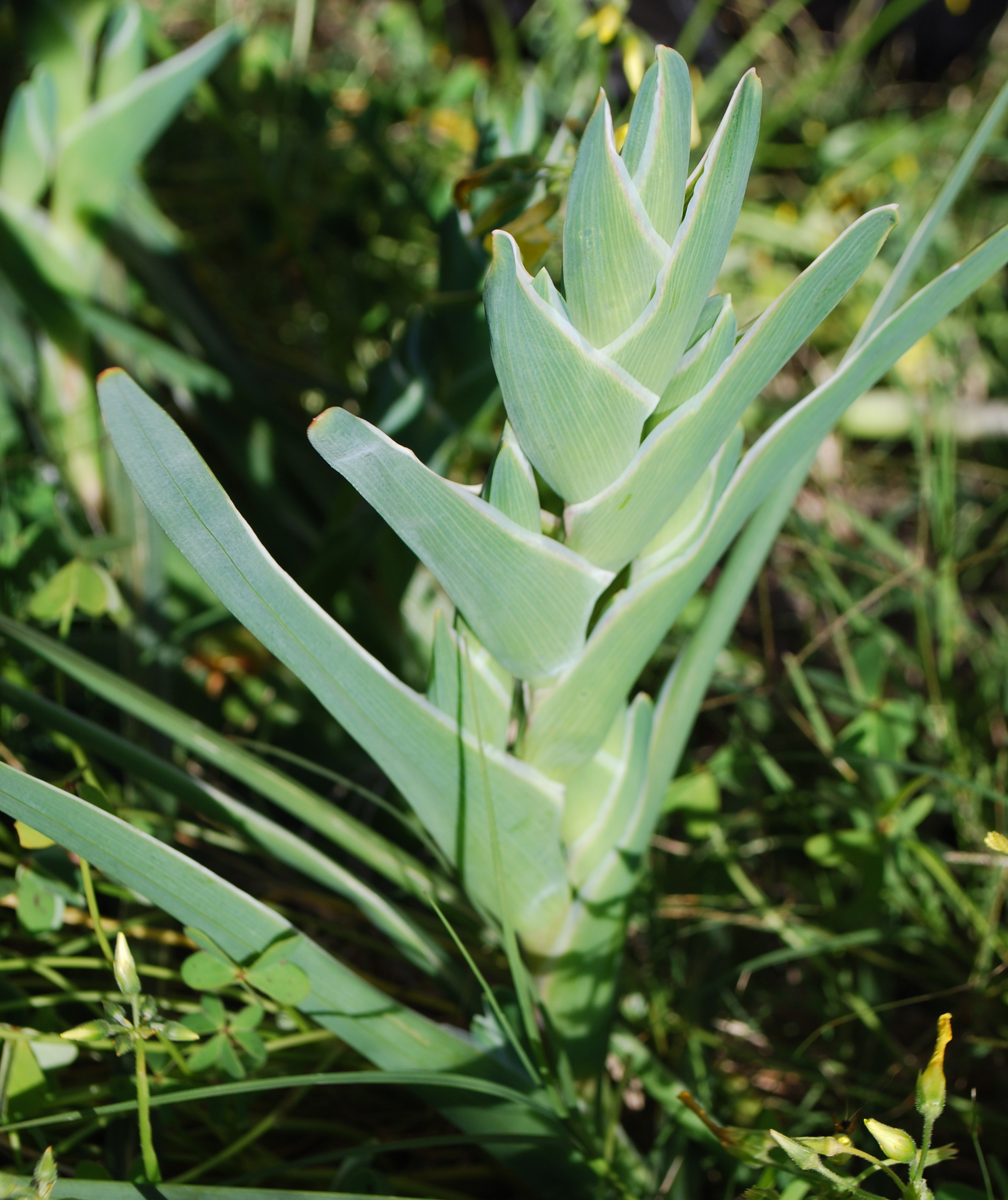
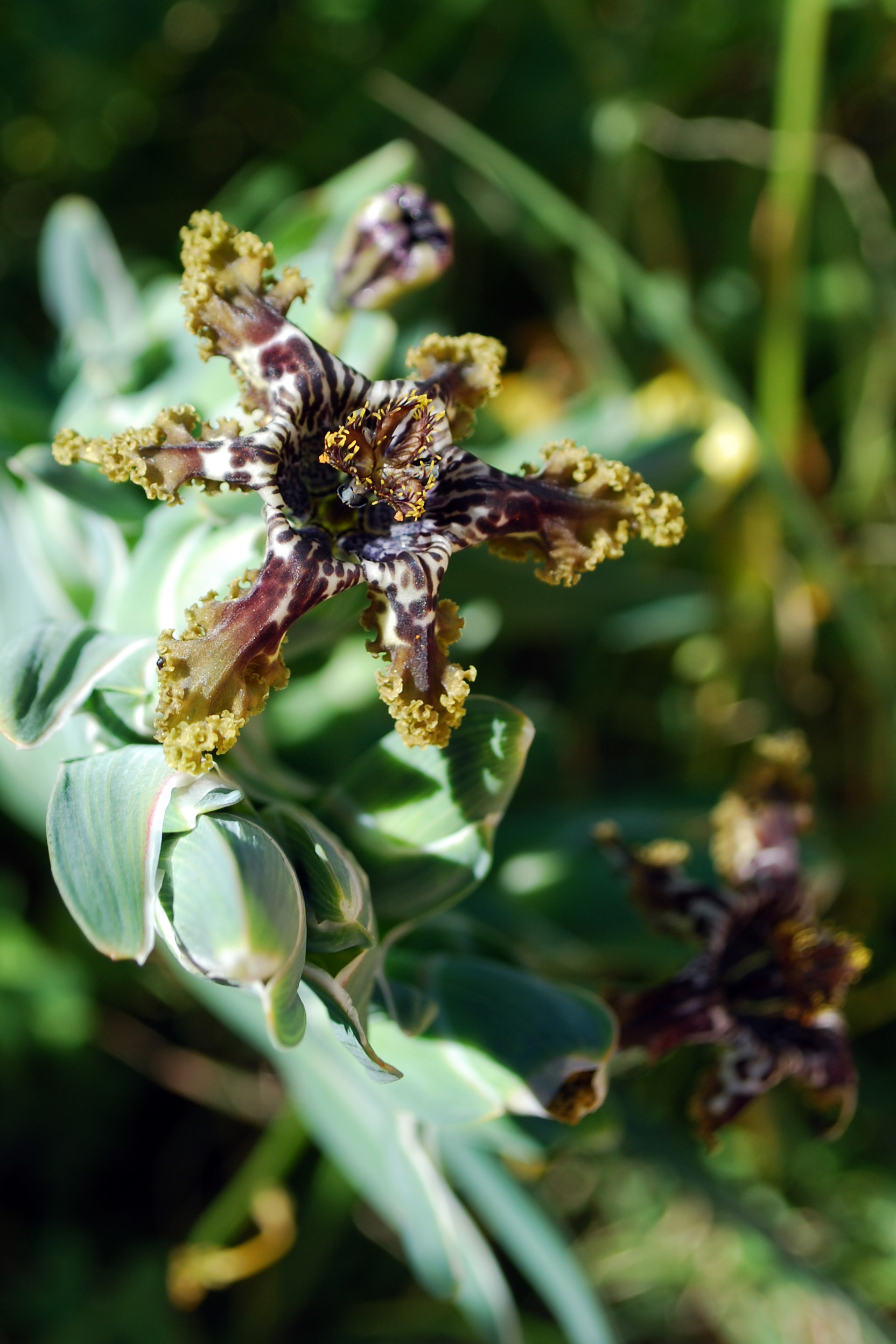